# پادشاه ته‌جونگ‌مویول
پادشاه ته‌جونگ‌مویول (۶۵۴ تا ۶۶۱ میلادی) (هانگول: 태종 무열왕) (هانجا: 太宗武烈王) با نام تولد کیم چونچو، بیست و نهمین پادشاه و همچنین آخرین پادشاه شیلا قبل از وحدت بود. او فرزند شاهدخت چونگمیونگ، خواهر ملکه سوندوک بود که بعد از مرگ مادرش به خاله خود کمک کرده و او را به سلطنت رسانیده و خودش نیز ولیعهد او شد. پادشاه ته‌جونگ‌مویول را به عنوان بنیان‌گذار اتحاد سه پادشاهی می‌شناسند.

## حکومت
او با سفر خود به تانگ قراردادهایی را میان دو طرف بست و بعد از چندین دیدار مشکوک، در سال ۶۵۸ میلادی نیروهای متحد تانگ و شیلا جنگی بزرگ را علیه بکجه راه انداختند. آن‌ها با ۱۳۰٫۰۰۰ نفر به فرماندهی ژنرال کیم یوشین به بکجه حمله کردند. در این حالت گوگوریو با وجود اینکه دشمن بکجه بود با اوضاع بد خود برای اینکه تانگی‌ها که اهل چین بودند وارد سرزمینشان نشوند به بکجه کمک کرد. در سال ۶۵۹ میلادی ولیعهد بکجه کشته شد و در سال ۶۶۰ میلادی تانگ و شیلا با کشتن پادشاه اویجا بکجه را تسخیر کردند و کل زمین‌های بکجه را به دو قسمت مساوی تقسیم کردند که نصف متعلق به تانگ و نصف متعلق به شیلا شد. به این ترتیب یک امپراتوری از سه امپراتوری نابود شد و در سال ۶۶۱ موییل از دنیا رفت.
وی با مرتبه «سونگ‌گول» (یکی از مرتبه‌های اجتماعی اشراف) بدنیا آمد.
پدر وی کیم یونگ‌سو؛ پسر بیست و پنجمین پادشاه شیلا، پادشاه جینجی بود. زمانی که پادشاه جینجی سرنگون شد؛ تمامی اعضای خانواده سلطنتی از جمله یونگ‌سو برای پادشاهی فاقد صلاحیت شناخته شدند. اما چون یونگ‌سو از معدود بازماندگان مرتبه اجتماعی سونگ‌گول بود و با یک شاهزاده از مرتبه سونگول (دختر پادشاه جینپیونگ یا همان شاهدخت چونگ‌میونگ) ازدواج کرده بود.
فرزند آنها کیم چونچو یک سونگ‌گول شد و می‌توانست پادشاه شود. کیم یونگ‌سو یک شخصیت قدرتمند در دربار بود اما وی تمامی قدرت خود را در برابر «کیم بک‌بان» (برادر پادشاه) از دست داد.
برای اینکه زنده بماند؛ وی قبول کرد تا یک «جینگ‌گول» (مقام اشرافی پایین‌تر از سونگ‌گول) بشود؛ بنابراین او شانس شاه شدن را از دست داد.
با مرگ ملکه جیندوک دیگر هیچ فردی از طبقه اجتماعی سونگ‌گول وجود نداشت و فردی از خاندان سلطنتی با طبقه اجتماعی جینگ‌گول باید پادشاه می‌شد.
کیم آلچون که بالاترین مقام دولت شیلا را داشت گزینه اصلی برای پادشاه شدن بود.
پدر وی یک سونگ‌گول بود که با همسری از طبقه جینگ‌گول ازدواج کرده بود بنابراین فرزند آنها از طبقه سونگ‌گول می‌شد و در نبرد برای پادشاهی با مشکل مواجه می‌شد. اما کیم یوشین از کیم چونچو حمایت کرد و سرانجام کیم آلچون جایگاه پادشاهی را رد کرد و از چونچو حمایت کرد. عاقبت کیم چونچو با عنوان «شاه موییل» امپراتور شد. اگرچه شاه تجونگ مویول در ۶۶۱ درگذشت و قادر به تکمیل اتحاد نبود اما به عنوان فرمانروایی بزرگ و نجات دهنده مردم از جنگ شناخته می‌شود که اتحاد سه پادشاهی را آغاز کرد و یک خاندان سلطنتی جدید تأسیس نمود. 
او با سفر خود به تانگ قراردادهایی را میان دو طرف بست و بعد از چندین دیدار مشکوک، در سال ۶۵۸ میلادی نیروهای متحد تانگ و شیلا جنگی بزرگ را علیه بکجه راه انداختند. آن‌ها با ۱۳۰٫۰۰۰ نفر به فرماندهی ژنرال کیم یوشین به بکجه حمله کردند. در این حالت گوگوریو با وجود اینکه دشمن بکجه بود با اوضاع بد خود برای اینکه تانگی‌ها که اهل چین بودند وارد سرزمینشان نشوند به بکجه کمک کرد. در سال ۶۵۹ میلادی ولیعهد بکجه کشته شد و در سال ۶۶۰ میلادی تانگ و شیلا با کشتن پادشاه اویجا بکجه را تسخیر کردند و کل زمین‌های بکجه را به دو قسمت مساوی تقسیم کردند که نصف متعلق به تانگ و نصف متعلق به شیلا شد. به این ترتیب یک امپراتوری از سه امپراتوری نابود شد و در سال ۶۶۱ موییل از دنیا رفت.
اشراف‌زادگان که قدرت بالای شیلا را دیدند به فکر ایجاد یک اتحاد بین احزاب و قبایلی که با جنگ مخالف بودند افتادند، به این ترتیب وحدتی شکل گرفت و دورهٔ جدیدی از تاریخ شیلا به وجود آمد بعضی مورخان دورهٔ قبل از وحدت را از بعد از وحدت جدا می‌کنند.

## خانواده

### والدین

#### پدر
- پدر: کیم یونگ‌سو
  - پدربزرگ: پادشاه جینجی
    - پدر پدربزرگ: پادشاه جین‌هونگ
      - پدربزرگ پدربزرگ: شاهزاده ایپجونگ
      - مادربزرگ پدربزرگ: بانو سیکدوی قبیلهٔ کیم

    - مادر پدربزرگ: ملکه سادو قبیلهٔ پارک
      - پدربزرگ پدربزرگ: پارک یونگ‌سیل
      - مادربزرگ پدربزرگ: بانوی قصر اوکجین

  - مادربزرگ: بانو جیدوی قبیلهٔ پارک

#### مادر
- مادر: شاهدخت چونگ‌میونگ
  - پدربزرگ: پادشاه جینپیونگ
    - پدر پدربزرگ: ولیعهد دونگریون
    - مادر پدربزرگ: بانو مانوی قبیلهٔ کیم

  - مادربزرگ: ملکه مایا
    - پدر مادربزرگ: گالمون بوک‌سونگ
    - مادر مادربزرگ: شاهدخت سونگهوا

### همسران و فرزندان
- همسران:
  - همسر اول: بانو بوریانگ (دختر بوجونگ)، او هنگام به دنیا آوردن فرزند دومش با پادشاه مویول از دنیا رفت. پادشاه مویول و او صاحب دو دختر بودند.
  - همسر دوم:ملکه مونمیونگ، با نام تولد کیم مونهی، خواهر کوچکتر ژنرال کیم یوشین و دختر کوچکتر ژنرال کیم سوهیون و بانو مانمیونگ.
- فرزندان:
  - پادشاه مونمو
  - کیم این‌مون
  - کیم مونو
  - کیم نوچا
  - کیم جیگ‌یونگ
  - کیم گه‌وون
  - کیم این‌ته
  - کیم گه‌جیمون
  - کیم چادوک
  - کیم مادوک

## فوت
او در یک روز زمستانی سال ۶۶۱ میلادی در حالی که نزدیک به ۶۰ سال سن داشت از دنیا رفت، در شمال معبد یونگ یونگسا به خاک سپرده شد و معبدی به او تعلق گرفت. وقتی امپراتور چین خبر درگذشت پادشاه موییل را شنید مراسم عزاداری در ناکسونگمون برگزار کرد.

## آرامگاه

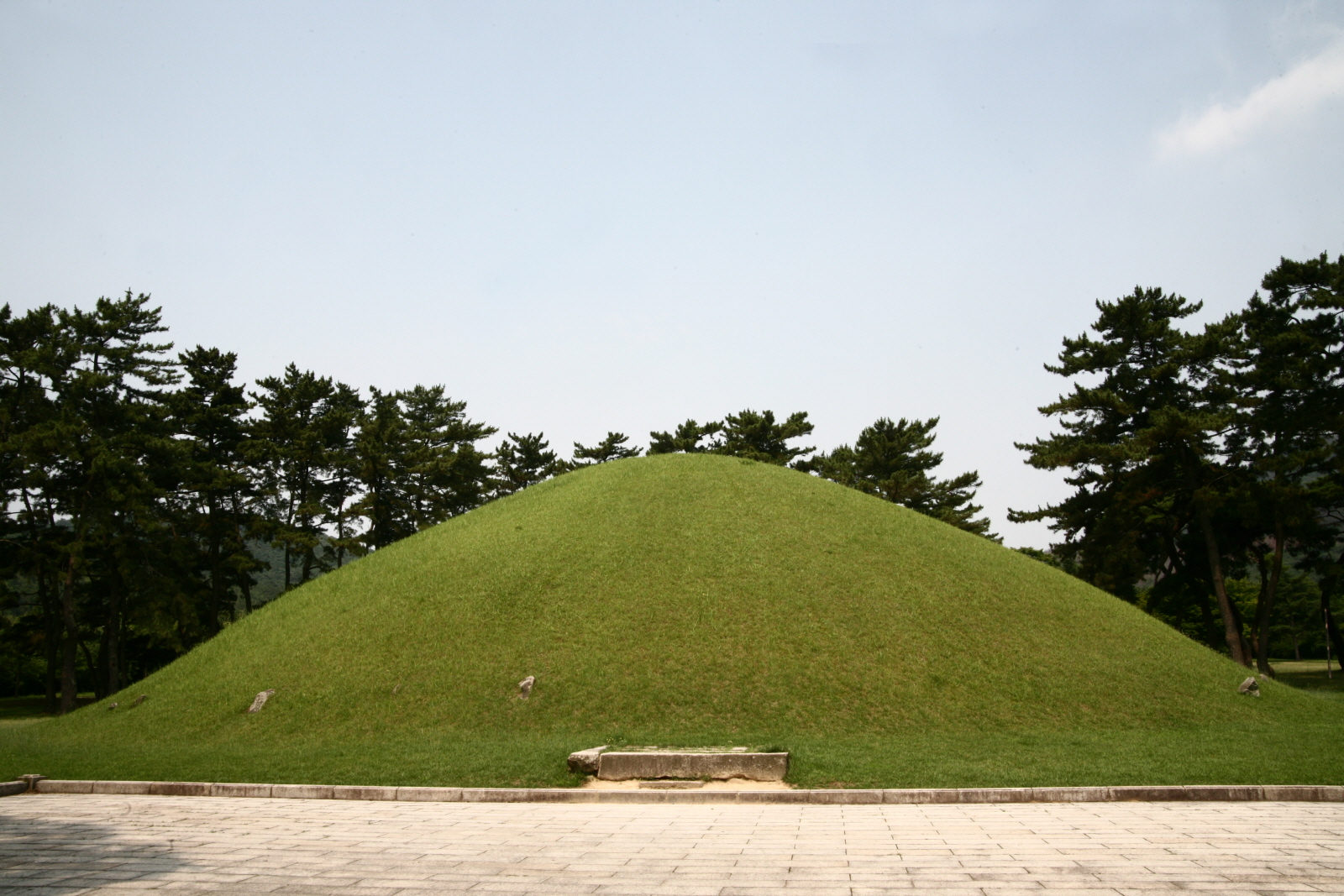
آرامگاه فرمانروا موییل

سامگوک ساگی (تاریخ سه پادشاهی) ثبت کرده است که مقبره فرمانروا ته جونگ موییل در شمال معبد یونگیونگسا واقع شده است. در میان پنج مقبره در مجموعه مقبره‌های باستانی سئوک ری واقع در تپه شرقی کوه سئوندوسان در ۸۴۲ سئوک-دونگ، گیونگجو-سی، اعتقاد بر این است که مقبره تپه‌ای دایره‌ای شکل واقع در پایین، مقبره پادشاه ته جونگ مویول است. این تپه مساحتی معادل ۱۴۱۶۹ متر مربع دارد و به عنوان یکی از معدود مقبره‌هایی در میان مقبره‌های سلطنتی شیلا که صاحب آن به وضوح مشخص است، ارزشمند است. این مکان در ۲۱ ژانویه ۱۹۶۳ به عنوان مکان تاریخی شماره ۲۰ جمهوری کره تعیین شد و مناطق اطراف آن از سال ۱۹۷۲ تا ۱۹۷۳ بازسازی شد. این مقبره که گمان می‌رود یک مقبره سنگی اتاقکی به سبک گودالی (مقبره سنگی اتاقکی افقی) باشد، نسبت به سایر مقبره‌های سلطنتی، تزئینات تپه‌ای ساده‌تری دارد و اطراف مقبره را سنگ طبیعی احاطه کرده است.
در شمال شرقی مقبره، «تائجونگ موییل وانگ‌نئونگ‌بی» (گنجینه ملی شماره ۲۵) قرار دارد. بدنه اصلی این سنگ یادبود پیش از دوره استعمار ژاپن ناپدید شده بود و تنها برآمدگی و تاج آن باقی مانده بود. تاج دارای هشت حرف است که با کلمات «تائجونگ مویول دِوانگ‌جیبی (太宗武烈大王之碑)» حکاکی شده است، که به وضوح تأیید می‌کند که صاحب مقبره، پادشاه مویول است. بر اساس «داِدونگ‌گئوم‌سوکسئو» (大東金石書)، این سنگ یادبود در سال ۶۶۱ سال مرگ پادشاه مویول، ساخته شده است و کتیبه روی سنگ یادبود توسط کیم اینمون، پسر شاه مویول نوشته شده است.

## شخصیت
به عنوان یک دیپلمات و سیاستمدار ماهر، به چین و ژاپن سفر می‌کرد، در کتاب نیهون شوکی سابقه‌ای وجود دارد مبنی بر اینکه کیم چون چو، که به عنوان فرستاده در سال سوم سلطنت امپراتور کوتوکو، سال سوم تایکا (۶۴۷) آمده بود، "ظاهری زیبا داشت و با خوشرویی صحبت می‌کرد و سامگوک یوسا نیز این داستان را روایت می‌کند که وقتی پادشاه مویول برای درخواست سرباز وارد سلسله تانگ شد، امپراتور تانگ ظاهر شاه مویول را ستود و او را "مردی الهی نامید و سعی کرد او را به عنوان نگهبان نگه دارد، اما او به شدت از او خواست که برگردد.
در سامگوک ساگی آمده است که پادشاه بزرگ مویول ظاهری باهوش و برجسته داشت و از جوانی اراده حکومت بر جهان را داشت. او بسیار خوش‌خوراک بود. بر اساس سامگوک یوسا، او در یک وعده غذایی سه مال برنج و ۹ قرقاول خورد. پس از سال (۶۶۰ میلادی) زمانی که بکجه نابود شد، او خوردن ناهار را متوقف کرد و فقط صبحانه و شام می‌خورد.
در منابعی نیز ذکر شده او همراه با سربازان خود غذا می‌خورد، مردمش را بسیار دوست داشت و حتی لباس گران‌قیمت خود را فروخت و میان فقرای سورابل تقسیم کرد او همچنین زمانی که وزیر دارایی (کیم یوشان) ۵ فقیر را به خاطر تقاضای نان به قتل رساند، به خوردن سم محکوم کرد.

## تصویرسازی مدرن
- این نقش توسط لی هو-سئونگ در فیلم «روزی روزگاری در میدان جنگ» محصول ۲۰۰۳ به تصویر کشیده شده است.[۷]
- این نقش توسط کیم بیونگ سه در سریال تلویزیونی یون گه سومون محصول شبکه اس بی اس در سال ۲۰۰۶ به تصویر کشیده شد.[۸]
- در سریال تلویزیونی ملکه سئوندوک محصول شبکه ام بی سی در سال ۲۰۰۹، یو سونگ هو و جونگ یون سوک نقش او را بازی کردند.[۹]
- این نقش توسط لی دونگ کیو در سریال تلویزیونی سرنوشت یک مبارز (گیبک) محصول سال ۲۰۱۱ شبکه ام بی سی به تصویر کشیده شده است.[۱۰]
- این نقش توسط چوی سو جونگ و چه سانگ وو در سریال تلویزیونی رویای فرمانروای بزرگ محصول شبکه کی بی اس ۱ در سال‌های ۲۰۱۲–۲۰۱۳ به تصویر کشیده شد.[۱۱]
- این نقش توسط پارک جون هیوک در سریال تلویزیونی (وقایع نگاری کره) محصول شبکه کی بی اس در سال ۲۰۱۷ به تصویر کشیده شده است.